# 塔涅斯
塔涅斯（法語：Tamniès）是法国多尔多涅省的一个市镇，属于萨拉拉卡内达区。该市镇总面积19.09平方公里，2009年时的人口为335人。

## 人口
塔涅斯人口变化图示